# Francesc Raüll
Francesc Raüll (Catalunya, segle xviii - Catalunya, segle xix), fou un polític liberal i periodista català i alcalde constitucional de Barcelona el 1820. Consta que residí a l'estranger durant deu anys. Fou col·laborador d'El Propagador de la Libertad i autor d'una Historia de la conmoción de Barcelona en la noche del 25 a 26 de 1835, de la qual es feren dues edicions el mateix any.